# مركز فاليسيتوس النووي

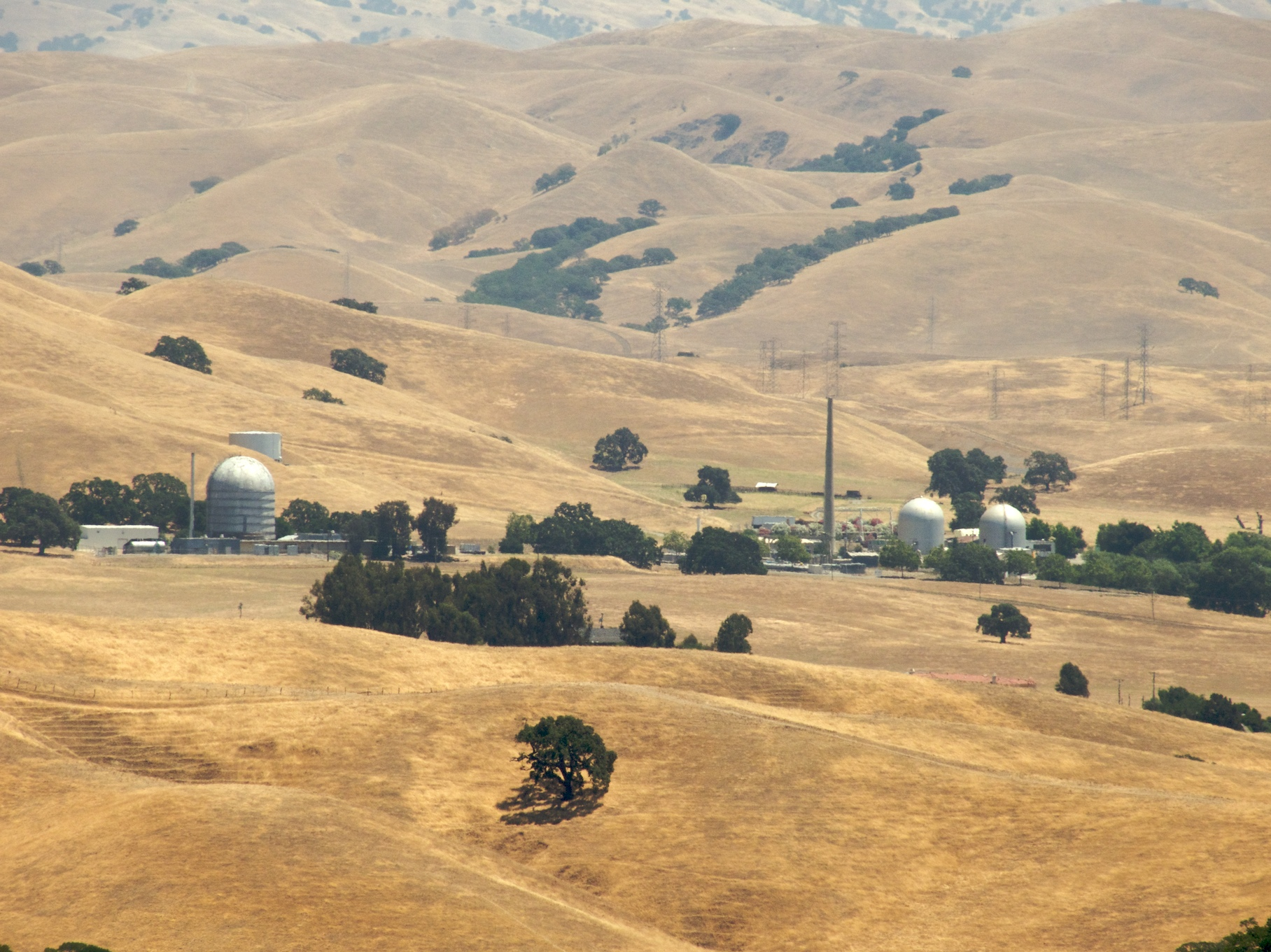
مركز فاليسيتوس النووي

مركز فاليسيتوس النووي هو مرفق للأبحاث النووية، وموقع سابق لتوليد الطاقة النووية من جنرال إلكتريك هيتاشي للطاقة النووية بولاية كاليفورنيا بالولايات المتحدة.

## نبذة
يقع المركز على بعد حوالي 30 ميل (48 كم) شرق سان فرانسيسكو، ويخضع للاختصاص القضائي للمنطقة الرابعة التابعة للجنة التنظيمية النووية الأمريكية.
المفاعل من نوع الماء المغلي ويعد المركز أول محطة طاقة نووية مملوك للقطاع الخاص وتديره لتوصيل كميات كبيرة من الكهرباء إلى شبكة مرافق عامة.
خلال الفترة من أكتوبر 1957 إلى ديسمبر 1963، قدمت حوالي 40،000 ميغاواط من الكهرباء. كان هذا المفاعل وهو مفاعل يورانيوم مخصب ومعتدل ومبرد بالماء الخفيف باستخدام وقود من الصلب غير قابل للصدأ.
كان المركز في الأصل مجهودًا تعاونيًا لشركة جنرال إلكتريك وباسيفيك للغاز والكهرباء، مع شركة بكتل كمقاول هندسي.

## الإغلاق
أغلقت مرافق توليد الطاقة الرئيسية في عام 1963. أدى اكتشاف خط صدع نشط يمتد أسفل المنشأة إلى إغلاق مفاعلاتها الأكثر إنتاجية في عام 1977.

## المكونات
يتضمن موقع فاليسيتوس مختبر للمواد المشعة حيث يتم إجراء فحوصات بعد التشعيع. لا يزال هناك مفاعل أبحاث صغير بقدرة 100 كيلووات يعمل في الموقع. يقوم مركز فاليسيتوس أيضًا بتصنيع مواد المصادر المشعة المستخدمة في الطب والصناعة، بموجب ترخيص صادر عن ولاية كاليفورنيا.